# Eventine Elessedil
Eventine Elessedil, re degli elfi (di terra e non di cielo), è un personaggio immaginario della saga di Shannara scritta da Terry Brooks. che compare nei romanzi La Spada di Shannara e Le Pietre Magiche di Shannara.

## Storia
Ne La Spada di Shannara Eventine è un alleato del druido Allanon. Viene imprigionato dagli alleati di Brona, l'oscuro Signore degli Inganni, per far sì che non possa mobilitare l'esercito Elfo, il più potente delle Quattro Terre. Liberato da Flick Ohmsford, fa arrivare l'esercito elfo, anche se molto tardi quando ormai la speranza è quasi scomparsa, a Tyrsis, capitale delle Terre di Confine, dove combatte e vince al fianco della Legione della Frontiera di Callahorn nella Terza Guerre delle Razze contro i seguaci del Signore degli Inganni.
Ne Le Pietre Magiche di Shannara, quando è ormai vecchio, il Re combatte contro i demoni usciti dalla barriera del Divieto per salvare la patria degli Elfi, le Terre dell'Ovest, mentre sua nipote Amberle va alla ricerca del Fuoco di Sangue. Quando i Demoni arrivano ad Arborlon, capitale del regno degli Elfi, vengono fermati dalla forza dell'Eterea rinata. Eventine morirà dopo aver vinto in una lotta stremante con un demone, il Camaleonte, che si era trasformato nel suo cane, Manx.
Ander Elessedil, suo figlio, prenderà il suo posto di re degli elfi.